# Cynoglossum microglochin
Cynoglossum microglochin är en strävbladig växtart som beskrevs av George Bentham. Cynoglossum microglochin ingår i släktet hundtungor, och familjen strävbladiga växter. Utöver nominatformen finns också underarten C. m. nervosum.